# Andert-et-Condon

Andert-et-Condon este o comună în departamentul Ain din estul Franței.